# هالي غروس
هالي غروس (بالإنجليزية: Halley Gross)‏ هي كاتبة سيناريو وممثلة أمريكية، ولدت في 27 ديسمبر 1985 في فورت مايرز في الولايات المتحدة.

## وصلات خارجية
- هالي غروس على موقع IMDb (الإنجليزية)
- هالي غروس على موقع ميتاكريتيك (الإنجليزية)
- هالي غروس على موقع روتن توميتوز (الإنجليزية)
- هالي غروس على موقع ألو سيني (الفرنسية)
- هالي غروس على موقع أول موفي (الإنجليزية)
- هالي غروس على موقع قاعدة بيانات الأفلام السويدية (السويدية)
- هالي غروس على موقع قاعدة بيانات الفيلم (الإنجليزية)
- هالي غروس على موقع كينوبويسك (الروسية)